# Ицриа
Ицриа (груз. იწრია, азерб. Qaradaşlı) — село Болнисского муниципалитета, края Квемо-Картли республики Грузия со 100 %-ным азербайджанским населением. Находится в юго-восточной части Грузии, на территории исторической области Борчалы.

## История
В 1990 - 1991 годах, в результате изменения руководством Грузии исторических топонимов населённых пунктов этнических меньшинств в регионе, название села Гарадашлы («азерб. Qaradaşlı») было изменено на его нынешнее название - Ицриа.
Среди местного населения распространено также второе название села - Гарачоп (азерб. Qaraçöp), что в переводе с азербайджанского языка на русский означает «Чёрная ветка».

## География
Село Ицриа расположено в 15 км от районного центра Болниси, на высоте 750 метров от уровня моря.
Граничит с селами Тандзиа, Дзедзвнариани, Дзвели-Квеши, Сенеби, Бектакари, Акаурта, Поцхвериани, Ципори, Гета, Чреши, Кианети, Джавшаниани, Квеши Болнисского Муниципалитета.

## Население
По данным Государственного статистического комитета Грузии, согласно официальной переписи 2002 года, численность населения села Ицриа составляет 249 человека и на 100 % состоит из азербайджанцев.

## Экономика
Население в основном занимается овцеводством, скотоводством и овощеводством.

## Достопримечательности
- Средняя школа - построена в 1932 году.[9] (азерб.)